# Кетрин Грејам
Кетрин Мејер Грејам (Њујорк, 16. јун 1917 — Бојси, 17. јул 2001) је била америчка издавачица новина. Водила је породичне новине The Washington Post од 1963. до 1991. године. Грејамова је председавала новинама док су извештавале о афери Вотергејт, која је на крају довела до оставке председника Ричарда Никсона. Била је прва жена издавач великих америчких новина у 20. веку и прва жена изабрана у одбор Associated Press-а.
Њени мемоари, Лична историја, добили су Пулицерову награду 1998. године.

## Младост
Кетрин Мејер је рођена 1917. године у богатој породици у Њујорку, у породици Агнес Елизабет (рођена Ернст) и Јуџина Мејера. Њен отац је био финансијер, а касније и председник Федералних резерви. Њен деда је био Марк Јуџин Мејер, а прадеда рабин Јозеф Њумарк. Њен отац је купио The Washington Post 1933. године на стечајној аукцији. Њена мајка је била боемска интелектуалка, љубитељица уметности и политичка активисткиња у Републиканској партији, која је делила пријатељства са људима као што су Огист Роден, Марија Кири, Томас Ман, Алберт Ајнштајн, Еленор Рузвелт, Џон Дјуи и Сол Алински.
Њен отац је био алзашког јеврејског порекла, а мајка је била лутеранка чији су родитељи били немачки имигранти. Заједно са своје четворо браће и сестара, Кетрин је крштена као лутеранка, али је похађала епископалну цркву. Њена браћа и сестре били су Флоренс, Јуџин III (Бил), Рут и Елизабет (Бис) Мејер.
Кетринини родитељи поседовали су неколико кућа широм земље, али су првенствено живели између виле у Вашингтону и великог имања (касније у власништву Доналда Трампа) у округу Вестчестер у Њујорку. Мејерова често није виђала своје родитеље током свог детињства, пошто су и путовали и дружили се; делимично су је одгајале дадиље, гувернанте и васпитачице. Кетрин је имала напет однос са својом мајком. У својим мемоарима, Кетрин наводи да је Агнес била негативна и снисходљива према њој, што је негативно утицало на њено самопоуздање.
Њена старија сестра Флоренс Мејер била је успешан фотограф и супруга глумца Оскара Хомолке. Сестра њеног оца, Флоренс Мејер Блументал, основала је Блументал стипендију.
Као дете, Мејерова је похађала Монтесори школу све до четвртог разреда када се уписала у Потомак школу у Маклејну (Вирџинија). Похађала је средњу Мадера школу (којој је њен отац донирао земљиште за њен нови кампус у Вирџинији), затим Васар колеџ пре него што је прешла на Универзитет у Чикагу. 

## Каријера
Након дипломирања, Мејерова је кратко радила у новинама у Сан Франциску, где је, између осталог, помогла у извештавању о великом штрајку радника пристаништа. Мејерова је почела да ради за Post 1938. године.
Мајерова се 5. јуна 1940. године удала за Филипа Грејама, који је дипломирао на Правном факултету Харвард и био службеник судије Врховног суда Феликса Франкфуртера. Имали су ћерку Лели Морис Вејмут и три сина: Доналда Едварда Грејама (рођен 1945.), Вилијама Велша Грејама (1948-2017.) и Стивена Мејера Грејама (рођен 1952.). Била је лутеранка.
Вилијам Грејам је преминуо у 69. години 20. децембра 2017. у свом дому у Лос Анђелесу. Као и његов отац, Фил Грејам, умро је извршивши самоубиство.

### The Washington Post
Филип Грејам је постао издавач Post-а 1946. године, када је Јуџин Мејер предао новине свом зету. Кетрин у својој аутобиографији, Лична историја, приповеда како се није осећала омаловаженом чињеницом да је њен отац дао Post Филипу, а не њој: „Далеко од тога да ме узнемирава то што је мој отац мислио на мог мужа, а не на мене, мени је било драго заправо, никад ми није пало на памет да је он мене могао посматрати као некога ко ће преузети важан посао у новинама." Њен отац, Јуџин Мејер, постао је шеф Светске банке, али је напустио ту функцију само шест месеци касније. Био је председник компаније The Washington Post до своје смрти 1959. године, када је Филип Грејам преузео ту позицију и компанија се проширила куповином телевизијских станица и часописа Newsweek.

### Друштвени живот и политика
Грејамови су били важни чланови вашингтонске друштвене сцене, спријатељивши се са Џоном Ф. Кенедијем и Жаклин Кенеди Оназис, Робертом Ф. Кенедијем, Линдоном Б. Џонсоном, Робертом Мекнамаром, Хенријем Кисинџером, Роналдом Реганом и Ненси Реган између многих других.
У својој аутобиографији из 1997, Грејамова неколико пута коментарише колико је њен муж био близак политичарима свог времена (он је био кључан, на пример, у томе да Џонсон буде кандидат за потпредседника Демократске странке 1960. године), и како је таква лична блискост са политичарима касније постала неприхватљива у новинарству. Покушала је да гурне адвоката Едварда Бенета Вилијамса у улогу првог комесара градоначелника Вашингтона 1967. године. Позиција је припала адвокату Волтеру Вашингтону, образованом на Универзитету Хауард.
Грејамова је такође била позната по дугогодишњем пријатељству са Вореном Бафетом, чији је Беркшир Хатавеј поседовао значајан удео у Post-у.

### Болест и смрт Филипа Грејама
Филип Грејам се током свог брака са Кетрин суочавао са алкохолизмом и менталним болестима. Имао је промене расположења и често ју је омаловажавао. На Бадње вече 1962. године, Кетрин је сазнала да је њен муж имао аферу са Робин Веб, аустралијском слободном новинарком за Newsweek. Филип је изјавио да ће се развести од Кетрин због Робин, и поднео је предлоге за поделу имовине пара.
На конференцији за новине у Фениксу, Аризона, Филип је очигледно имао нервни слом. Добио је седативе, одвезен је назад у Вашингтон и смештен у психијатријску установу у оближњем Роквилу. 3. августа 1963. извршио је самоубиство из пушке на имању пара "Глен Велби" у близини Маршала у Вирџинији.

### РуковођењеThe Washington Post-ом
Кетрин Грејам је преузела узде компаније и Post-а након самоубиства Филипа Грејама. Носила је титулу председника и била је дефакто издавач листа од септембра 1963. Формално је имала титулу издавача од 1969. до 1979. године, а звање председнице одбора од 1973. до 1991. године. Постала је прва жена извршни директор Fortune 500 1972. године, као извршни директор компаније The Washington Post. Као једина жена која је била на тако високој позицији у издавачкој компанији, није имала женски узор и имала је потешкоћа да је многе њене мушке колеге и запослени схвате озбиљно. Грејамова је у својим мемоарима изнела недостатак поверења у сопствено знање. Конвергенција женског покрета са њеним управљањем Post-ом довела је до промена у њеном ставу и такође ју је навела да промовише родну равноправност унутар своје компаније.
Грејамова је ангажовала Бенџамина Бредлија као уредника и користила Ворена Бафета за финансијске савете; постао је главни акционар и нешто попут еминенције у компанији. Њен син Доналд је био издавач од 1979. до 2000.

### Афера Вотергејт
Грејамова је председавала Post-ом у кључном тренутку у његовој историји. Post је одиграо кључну улогу у откривању Вотергејт афере која је на крају довела до оставке председника Ричарда Никсона.
Грејамова и уредник Бредли први су се суочили са изазовима када су објавили садржај Пентагонових папира (званични назив: Историја америчког одлучивања у Вијетнаму, 1945–1968). Када су новинари Post-а Боб Вудворд и Карл Бернстин донели причу о Вотергејту Бредију, Грејамова је подржала њихово истраживачко извештавање.
У вези са афером Вотергејт, Грејамова је била предмет једне од најпознатијих претњи у америчкој новинарској историји. То се догодило 1972. године, када је Никсонов државни тужилац, Џон Мичел, упозорио репортера Карла Бернстина о будућем чланку. Post је објавио цитат претње.

### Ставови у вези са односом штампе и обавештајних агенција
Дана 16. новембра 1988. Грејамова је одржала говор под називом „Тајност и штампа“ у препуној сали у седишту ЦИА-е у оквиру серије гостујућих говорника Канцеларије за обуку и образовање те агенције. У разговору о потенцијалу да објављивање у штампи утиче на националну безбедност, Грејамова је рекла: "Живимо у прљавом и опасном свету. Постоје неке ствари које шира јавност не мора да зна и не би требало. Верујем да демократија цвета када влада може да предузме легитимне кораке да сачува своје тајне и када штампа буде могла да одлучи да ли да штампа оно што зна."

## Остала достигнућа и признања
Грејамова је имала јаке везе са породицом Рокфелер, служећи и као члан савета Универзитета Рокфелер и као близак пријатељ Музеја модерне уметности, где је била добитник награде Дејвид Рокфелер за просветљену великодушност и залагање за културу и грађанске подухвате.
На Универзитету у Чикагу, Кетрин Грејам има студентски дом у резиденцијалном дому Макс Палевски назван по њој. Сваке године 2. марта славе "Грејам дан", одајући почаст својој имењакињи и њеним достигнућима.
Године 1966. Грејамова је проглашена за почасног добитника Црно-белог маскенбала Трумана Капотеа.
Године 1973. Грејамова је добила награду Елајџа Париш Лавџој, као и звање почасног доктора права на Колби колеџу.
Године 1974. Грејамова је постала прва жена изабрана у одбор директора Associated Press-а.
Године 1975. Грејамова је добила награду С. Рогер Хорчоу за најбољу јавну службу приватног грађанина, награду коју сваке године додељује фондација Jefferson Awards.
Године 1979. произведен је и дистрибуиран сет трговачких картица Supersisters; једна од картица је садржавала име и слику Грејамове.
Дебора Дејвис је 1979. објавила књигу под насловом Катарина Велика о Кетрин Грејам.
Године 1987. Грејамова је освојила награду Волтер Кронкајт за изврсност у новинарству.
Године 1988. Грејамова је изабрана за члана Америчке академије наука и уметности.
Грејамова је своје мемоаре, Лична историја, објавила 1997. Књига је похваљена због искреног приказа менталне болести Филипа Грејама и добила је одушевљене критике за њен приказ њеног живота, као и увид у то како су се улоге жена мењале током њеног живота. Књига је добила Пулицерову награду 1998.
Нора Ефрон из Њујорк тајмса, која је у једном тренутку била удата за Карла Бернстина, одушевљена је Кетринином аутобиографијом. Сматрала је то невероватном причом о томе како је Грејамова успела у индустрији у којој доминирају мушкарци. „Да ли јасно говорим колико је ова књига изузетна? “ рекла је Ефронова. „Она успева да преправи причу о свом животу на начин да је нико никада неће моћи да сведе на реченицу.
1997. године добила је медаљу слободе (Freedom Medal).
Године 1999. Грејамова је добила Златну плочу Америчке академије за достигнућа.
Године 2000. Грејамова је проглашена за једног од 50 светских хероја слободе штампе у последњих 50 година Међународног института за штампу.
Председник Џорџ В. Буш је 2002. године Грејамовој постхумно уручио Председничку медаљу слободе.
Године 2002. Грејамова је уврштена у Националну кућу славних жена.
2017. године, Грејамову је глумила Мерил Стрип у филму Стивена Спилберга Доушник. Стрип је била номинована за Оскара за најбољу глумицу (између осталих награда) за свој рад. Грејамова се не појављује у филмској адаптацији филма Сви председникови људи, али Роберт Редфорд, који игра Вудворда, открио је да је Грејамова имала сцену написану за њу у ранијим верзијама где она пита Вудворда и Бернстина (кога игра Дастин Хофман) о причи о Вотергејту, почевши са, "Шта радиш са мојим документом?"

## Смрт
Дана 14. јула 2001. Грејамова је пала и ударила главу док је била у посети Сан Валију, Ајдахо; умрла је три дана касније у 84. години. Њена сахрана одржана је у Вашингтонској националној катедрали. Грејамова је сахрањена на историјском гробљу Оук Хил, преко пута њеног бившег дома у Џорџтауну.